# Basil Edward Cochrane
Viceadmiral Basil Edward Cochrane, britanski admiral, * 24. avgust 1841, † 4. maj 1922.
Rodil se je Basilu Edwardu Arthurju Conchranu in njegovi ženi Sally Caroline FitzGerald. 11. junija 1873 se je poročil s Cornelio Ramsay Owen, hčerko kapitana Johna Robinsona Owena, s katero je imel dva sinova in hčer:
- kontraadmiral Archibald Cochrane (1874–1952),
- Grizel Martha Lily Cochrane (1876–1948) in
- kontraadmiral Sir Edward Owen Cochrane (1881–1972).